# Веб-форум
Веб-фо́рум — интернет-сервис (веб-сервис) для общения между пользователями интернета (более двух участников)  на одну тему или на несколько тем (зависит от специализации форума). Одна из форм социальных сетей.

## Концепция
Суть работы форума заключается в создании пользователями (посетителями форума) своих Тем с их последующим обсуждением, путём размещения сообщений внутри этих тем. Отдельно взятая тема, по сути, представляет собой тематическую гостевую книгу. Пользователи могут комментировать заявленную тему, задавать вопросы по ней и получать ответы, а также сами отвечать на вопросы других пользователей форума и давать им советы. Внутри темы также могут устраиваться Опросы (голосования), если это позволяет движок. Вопросы и ответы сохраняются в базе данных форума, и в дальнейшем могут быть полезны как участникам форума, так и любым пользователям сети Интернет, которые могут зайти на форум, зная адрес сайта, или получив его от поисковых систем при поиске информации.
Тематика форумов может быть самой разнообразной, охватывая все сферы жизни, и определяется либо владельцами форума или его администрацией, либо зависит от контингента участников. При этом форумы могут быть как специализированные, например, посвящённый музыке или какому-либо музыкальному жанру, а также узкоспециализированные, посвящённые какой-либо музыкальной группе или исполнителю, так и без специализации, в этом случае пользователи сами выбирают темы интересные им. Форумы могут существовать как в качестве самостоятельного сайта, так и быть частью крупных веб-порталов.

### Структура и представление информации
Темы одной тематики объединяются для удобства в соответствующие Разделы и, таким образом, самая распространённая иерархия веб-форума: Разделы → Темы → сообщения (посты). Часто несколько разделов сводят вместе, называя такие сверхразделы форумами. В этих случаях веб-форум делится на несколько форумов, которые в свою очередь разделены на разделы. По методу формирования набора тем форумы бывают с динамическим списком тем и с постоянным списком тем. В форумах с динамическим списком тем простые участники могут создавать новую тему в рамках тематики форума[уточнить].
Сами сообщения обычно имеют вид: «автор — тема — содержание — дата/время». Эти сообщения и все ответы на него с последующими комментариями образуют «ветку» (название обычно принято в древовидных форумах) или «тему» (также употребляются кальки «топик», «топ» от англ. topic; «тред» от англ. thread).
Существует два типа представления информации (постов), для показа пользователю:
- Древовидное — список сообщений темы представлен иерархически в виде дерева, при этом каждое новое сообщение, помещённое сразу за старым (цитирование его при этом необязательно), может начать свою ветвь обсуждения;
- Линейное (плоское) — сообщения в рамках одной темы публикуются друг под другом, по мере поступления; новые сообщения помещаются последними (обычно внизу); смысловая связь вопрос-ответ формируется на основе специальным образом оформленных цитат.

Отсюда, существует три основных структуры форумов:
- древовидные;
- табличные;
- универсальные (или гибридные).

Древовидные — форумы, сообщения в которых образуют строгую иерархию. То есть можно вести дискуссии очень конкретно — при отправке ответа (сообщения) вы всегда указываете, кому вы отвечаете, и все сообщения внутри темы образуют таким образом иерархию. Плюсы этой разновидности форумов в том, что можно очень чётко проследить, кто с кем общается, кто кому задал вопрос или на него ответил. Одновременно такая структура сообщений позволяет участнику форума просто проигнорировать неинтересную ему ветку. Минусы заключается в том, что для просмотра сообщений приходится каждый раз кликать по его заголовку в «дереве» (списке сообщений), что неудобно и требует времени, к тому же возрастает риск проглядеть важное сообщение, в случае если пользователь решил проигнорировать ветку, не ожидая там ничего интересного для себя.
Табличные — форумы, в которых организуется иерархия ответов (сообщений) участников форума. Все сообщения в темах представляют ленты, из-за этого такие форумы также называют ленточными. Для того чтобы можно было определить, кто кому отвечает, используются специальные инструменты: цитирование, обращение к автору, и т. д. К плюсам табличных форумов можно отнести удобство общения и, как следствие, высокая популярность таких форумов. При нажатии один раз по какой-то теме форума вам отображаются все сообщения по этой теме (или почти все — если их много, то они разбиваются постранично). Очень легко определить популярность темы, для этого существуют счётчики сообщений и просмотра. Минусами таких форумов является необходимость постоянного управления сообщениями для того, чтобы посты соответствовали именно той теме, в которой они находятся. В противном случае темы перерастают во флуд или флейм, когда тема может быть заполнена сообщениями, не относящимися к ней. Поэтому такие форумы невозможны без лиц, управляющих сообщениями в темах, — модераторов.
Универсальные — это форумы, которые либо стремятся сочетать в себе плюсы табличного и древовидного, либо позволяют пользователям самим выбирать структуру форума, переключаясь с табличного в древовидный, и наоборот. Плюсы: демократичность работы с таким форумом — можно выбрать режим работы, который нравится. Минусы: сложность работы, которая иногда появляется у совершенно начальных пользователей.
В некоторых движках есть возможность пользователю выбрать тот или другой тип представления. 

Древовидное представление исторически было первым, на данный момент уже используется весьма редко (из-за некоторых своих недостатков) и практически ушло в историю.
Для стилевого оформления постов служит повсеместно принятый язык разметки bbCode (BB-коды), панель элементов которого в графическом представлении, обычно расположено рядом с Окном ответа. В то же время на некоторых форумах пользователям, всем или части, разрешается использовать HTML-коды. Также широко используются смайлики.

### Права доступа и правила поведения
Как правило, посетителям форума предлагается пройти процедуру регистрации. После регистрации, которая часто требует подтверждения самим пользователем либо администрацией форума, посетитель может авторизироваться, получая тем самым преимущества и бонусы при доступе к самому форуму и его сервисам. Далее он может редактировать свой профиль — страницу со сведениями о данном участнике, на которой он может сообщить информацию о себе, установить свой аватар, указать автоматически добавляемую к его сообщениям подпись. Подпись может быть статичным текстом либо содержать графические картинки, в том числе т. н. юзербары.
На форумах может применяться чрезвычайно гибкое разграничение доступа к сообщениям. Так, на одних форумах чтение и создание новых сообщений доступны неавторизованным посетителям (гостям), на других требуется для размещения постов предварительная регистрация, доступная всем желающим (наиболее распространённый вариант) — те и другие форумы называют открытыми. Применяется и смешанный вариант — когда отдельные темы могут быть доступны всем посетителям, а другие — только зарегистрированным участникам. Кроме открытых, существуют закрытые форумы, доступ к которым определяется персонально для каждого участника администраторами форума (скажем, по «инвайту», приглашению). На практике также нередко встречается вариант, когда некоторые разделы форума общедоступны, а остальная часть, так называемые скрытые разделы, доступна только избранным участникам.
Отклонение от начальной темы обсуждения (т. н. офтоп, как и флуд, и флейм) на большинстве форумов запрещено его правилами. За соблюдением правил следят модераторы и администраторы — участники, наделённые возможностью редактировать, перемещать и удалять чужие сообщения в определённом разделе или теме, а также контролировать к ним доступ отдельных участников и посетителей.
Однако на современном этапе модераторам всё сложнее отслеживать недобросовестных участников, и веб-форумы всё чаще используются интернет-маркетинговыми агентствами для реализации стратегий так называемого «серого» пиара. Чаще всего это публикация подставных дискуссий, в которых якобы обыкновенные пользователи рекомендуют рекламируемый продукт.

### Внутренние сервисы
Большинство форумов имеет систему личных сообщений, позволяющую зарегистрированным пользователям общаться индивидуально, аналогично электронной почте.
Многие форумы при создании новой темы имеют возможность присоединения к ней голосований или опросов. При этом другие участники форума могут проголосовать или ответить на заданный в заголовке темы вопрос, не создавая нового сообщения в теме форума.
Обычно форум имеет возможность Поиска по своей базе сообщений.
Также на веб-форумах могут проводиться ролевые игры, которые получили название Форумные ролевые игры (ФРИ или, в английском варианте, Forum Role Play Game — FRPG).
Форум отличается от чата разделением обсуждаемых тем и возможностью общения не в реальном времени. Это располагает к более серьёзным обсуждениям, поскольку предоставляет отвечающим больше времени на обдумывание ответа. Форумы часто используются для разного рода консультаций, в работе служб технической поддержки.
В настоящее время веб-форумы почти полностью вытеснили новостные группы на базе NNTP и ФИДО и являются одним из наиболее популярных способов обсуждения вопросов во Всемирной паутине. На данный момент форумы сосуществуют наравне с блогами и микроблогами (например, Твиттер). Эти две формы общения в Интернете практически не уступают друг другу по популярности.

## Технология
Для организации работы веб-форумов используются различные программные продукты (серверные скрипты), часто специализированные для конкретных видов форумов. В среде разработчиков для такого программного обеспечения закрепился жаргонный термин «движок форума».
Популярное программное обеспечение, используемое в работе крупных форумов Рунета (более 5 млн сообщений):
|   | Программное обеспечение форума          | Число инсталляций | Доля   |
| - | --------------------------------------- | ----------------- | ------ |
| 1 | Invision Community                      | 133               | 26,9 % |
| 2 | vBulletin                               | 122               | 24,7 % |
| 3 | phpBB                                   | 104               | 21,1 % |
| 4 | Simple Machines Forum (SMF)             | 40                | 8,1 %  |
| 5 | XenForo                                 | 20                | 4 %    |
|   | Другие проекты и собственные разработки | 75                | 15,2 % |
|   | Всего                                   | 494               | 100 %  |

Для работы форума часто требуется база данных, как правило, MySQL.

## Сервис форумов
Сервис форумов — веб-сервис, позволяющий любому стороннему пользователю создать свой собственный веб-форум.
Пользователь, зарегистрировав свой собственный Форум на сайте такого сервиса (обычно при помощи веб-интерфейса), получает место на жёстком диске сервиса для обеспечения функционирования своего Форума (хранения сообщений, профилей Участников, настроек). При этом он автоматически становится администратором своего Форума (то есть имеет возможность произвольно настраивать сервисы форума, давать те или иные права его Участникам и т. д.). Для Форума автоматически создаётся домен, как правило, — 3-го уровня.
У каждого сервиса свои правила и устройства, они предоставляют форумы на разных движках. Как правило, у одного сервиса один и тот же форумный движок (хотя сейчас ширится список сервисов, преддного скрипта, но для хранения информации каждому выделяется своя часть дискового пространства. В зависимости от сервиса, для каждого может быть как своя база данных, так и общая для всех. Пользователь не имеет права редактировать серверные скрипты (движок форума), ограничиваясь правами и возможностями, предоставляемыми сервисом.
Поскольку владельцы сервиса должны содержать сервер (а также получать прибыль со своей деятельности), то на большинстве бесплатных сервисов в содержимое Форумов внедряется та или иная реклама. Кроме того, хозяева проекта устанавливают правила («Пользовательское соглашение»), пункты которого пользователь обязан соблюдать, в противном случае его форум может быть удалён (в частности — нельзя нарушать законодательство государства, в котором размещён сервер; и за нарушения этого несут ответственность пользователи, а не Администрация сервиса).
После регистрации Форума на нём может быть начата регистрация Участников (исключение представляют некоторые устаревшие движки, не поддерживающие регистрацию участников форума, также некоторые движки допускают участие в дискуссиях без обязательной регистрации), создание Тем и написание сообщений.
Сейчас в русском интернете около 30 сервисов форумов. Существуют сервисы wap-форумов, специально оптимизированные под WAP.
Крупнейшим в рунете сервисом форумов является MyBB.ru, созданный в 2005 году и существующий по сей день. Всего на нём размещено более 500 тысяч активных форумов.

## История
Первое программное обеспечение, предназначенное для организации работы веб-форума было разработано в 1994 году Консорциумом Всемирной паутины.
К началу XXI века собственными веб-форумами обзавелись многие сайты, в том числе новостные.
До широкого распространения форумов в ходу были так называемые «гостевые книги», предназначенные для отзывов о сайтах. На сайтах с большой аудиторией такие «книги» становились площадками для обмена мнениями. В конце 1990-х годов в Рунете это произошло с гостевой книгой сайта «Вечерний Интернет» журналиста Антона Носика. Она стала крупной общественно-политической площадкой, в результате чего аудитория гостевой книги Носика сформировала базовую аудиторию его следующей площадки — «Живого журнала» (ЖЖ), ставшего затем очень популярным в масштабах РФ и мира. Сервис ЖЖ был дальнейшим развитием идей гостевых книг и форумов, за такими сервисами вскоре закрепилось название «блог». По сути блог — это возможность постоянно создавать новые форумы («комментарии») для каждой отдельно взятой дневниковой записи пользователя («поста»).